# Plage de la Lède
La plage de la Lède est une des quatre plages de La Palmyre, station balnéaire de la commune des Mathes, dans le département de la Charente-Maritime et la région Nouvelle-Aquitaine (Sud-Ouest de la France).
Appartenant à la Côte de Beauté, elle se rattache à la presqu'île d'Arvert et à la région naturelle du Royannais. Elle est un des quatre secteurs de la vaste plage de la Grande-Côte avec les plages des Pins de Cordouan, des Combots et de la Grande-Côte proprement dite (ces deux dernières situées sur la commune de Saint-Palais-sur-Mer).
Entièrement couverte de sable blond, bordée par un cordon dunaire et par la pinède des Combots d’Ansoine, la plage de la Lède est naturiste entre les lignes 12 et 15. Comptant parmi les plages naturistes « historiques » de la région royannaise (premier arrêté permettant cette pratique en 1980, reconduit chaque année), elle se veut familiale, et est très fréquentée par la communauté gay. La pratique du naturisme est soumise à un arrêté municipal et se limite à la plage proprement dite, et non aux dunes et à la forêt avoisinante.
Donnant sur l’estuaire de la Gironde, elle est exposée à la houle, bien que dans des proportions moindres que sur la Côte sauvage : l’orientation est en effet différente (Sud-Ouest, alors que la Côte sauvage est plein Ouest). La baignade y est ainsi plus tonique que sur la plage voisine de La Palmyre – Le Clapet, protégée par des bancs de sable, ou sur les plages du cœur de l’agglomération royannaise et propice à certaines activités nautiques (surf ou stand up paddle) ainsi qu’en hiver, au char à voile dont elle est un des principaux spots de la région royannaise avec la conche de Saint-Georges-de-Didonne.
La plage est accessible en voiture par la D25, à bicyclette par la voie verte de Ronce-les-Bains à Saint-Palais-sur-Mer et par les transports urbains de l’agglomération de Royan (réseau Cara'Bus) en haute saison, ligne 31.